# Tamań (film)
Tamań – polski film fabularny (dramat) z 1969 roku. Jego pierwowzorem literackim było opowiadanie Michaiła Lermontowa pod tym samym tytułem.

## Fabuła
Akcja filmu toczy się w XIX-wiecznej Rosji. Młody oficer Pieczorin przybywa do zapadłego nadmorskiego miasteczka Tamań. Tam, w oczekiwaniu na okręt, spędza noc w opuszczonej nadmorskiej chacie. Podczas tej nocy staje się uczestnikiem tajemniczych wydarzeń.

## Obsada
- Piotr Wysocki - oficer Pieczorin
- Małgorzata Oryl - dziewczyna
- Maciej Damięcki - ślepy
- Aleksander Gierszanin - Wiktor Grotowicz, komendant twierdzy (rola dubbingowana przez Tadeusza Schmidta)
- Adam Koman - oficer w Tamaniu
- Irena Ładosiówna - staruszka
- Adam Perzyk - adiutant oficera
- M. Szymański
- Zbigniew Witkowski
- Witold Pyrkosz - Janko (tylko dubbing)